# Mały Smoczy Szczyt
Mały Smoczy Szczyt (słow. Malý Dračí štít) – niższy, północno-zachodni wierzchołek Smoczego Szczytu o wysokości ok. 2518 m n.p.m. znajdujący się w południowo-wschodniej grani Wysokiej w słowackiej części Tatr Wysokich. Od południowo-wschodniego wierzchołka Wysokiej oddziela go siodło Przełęczy pod Smoczym Szczytem, a od głównego wierzchołka Smoczego Szczytu (Wielkiego Smoczego Szczytu) oddzielony jest Wyżnim Smoczym Karbem. Wierzchołek Małego Smoczego Szczytu nie jest dostępny żadnymi znakowanymi szlakami turystycznymi.
Pierwsze wejścia na Mały Smoczy Szczyt miały miejsce zapewne podczas pierwszych wejść na główny, południowo-wschodni wierzchołek Smoczego Szczytu. Pierwszego wejścia na Wielki Smoczy Szczyt dokonano w 1905 r.

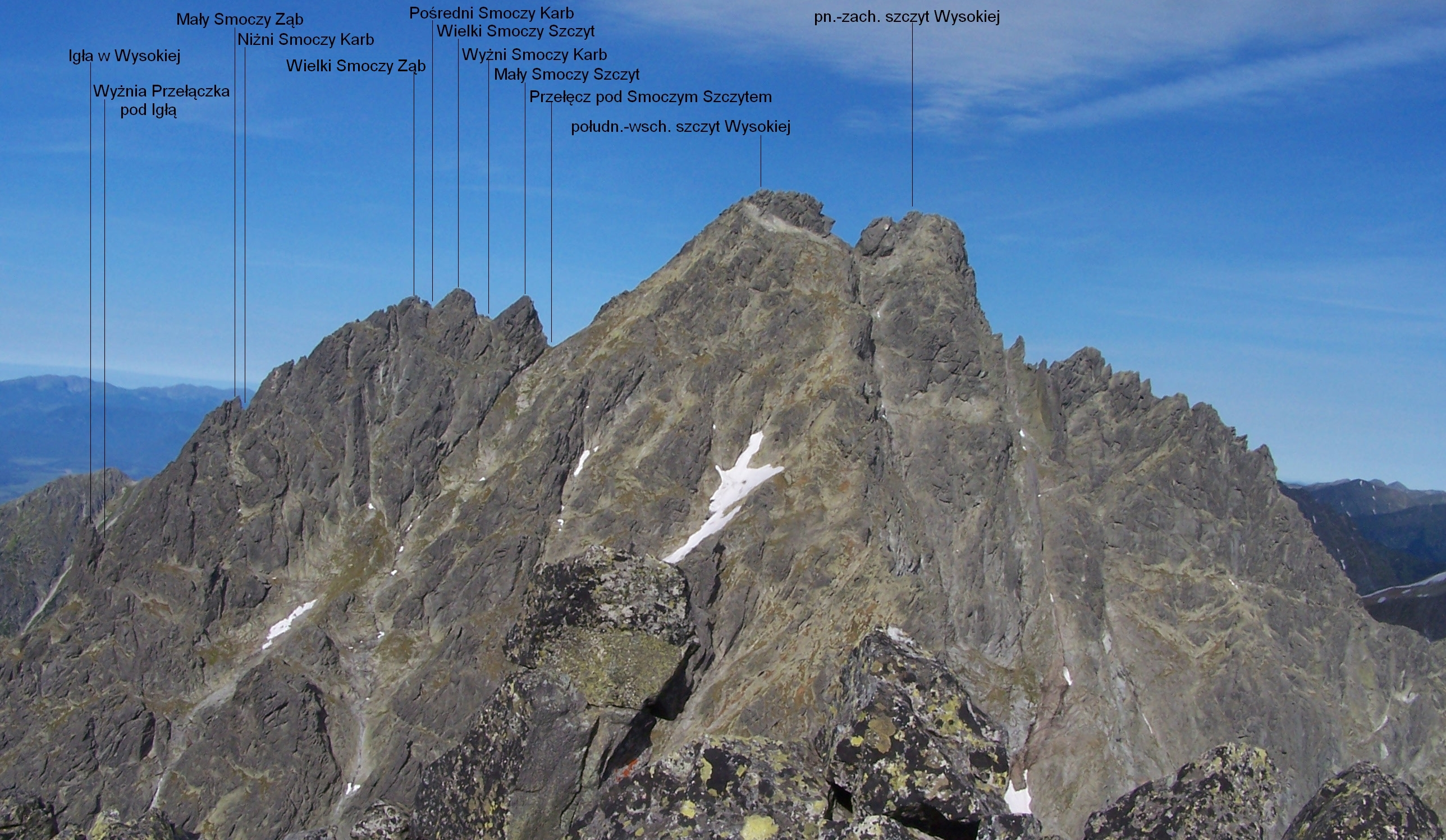
Widok z Ganku. Mały Smoczy Szczyt wśród opisanych obiektów